# Piedi Neri

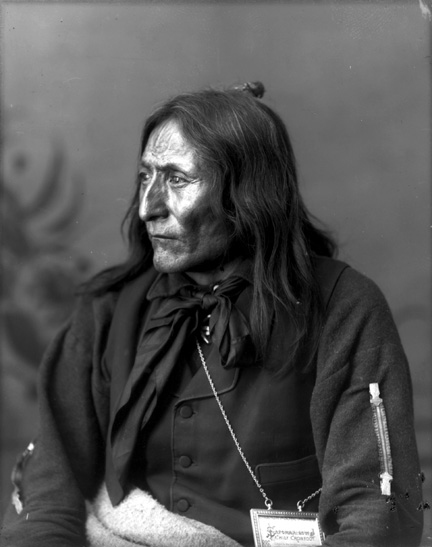
Sahpo Muxika, anche noto come Piede di Corvo, capo del popolo dei Siksika.

I Niitsítapi sono un gruppo etnico di nativi americani.
La letteratura etnografica, peraltro differenziata tra U.S.A. e Canada, utilizza spesso, in modo assolutamente improprio, l'espressione "popolo Blackfoot" (Piede Nero) per la confederazione Niitsítapi (in lingua inglese impropriamente indicata, appunto, come Confederazione "Blackfoot". ignorandone gli altri componenti, "Blood" e "Poor Robes").

## Definizioni
Essa è costituita da tre divisioni di stirpe algonchina stanziate in un vasto territorio comprendente l'Alberta meridionale, il Saskatchewan meridionale, il Montana nord-orientale. A causa dei confini politici stabiliti dai bianchi (e tradizionalmente irrilevanti per i nativi americani appartenenti a un'unica nazione ma rimasti da un lato o dall'altro dell'arbitrario confine tra Stati Uniti e Canada) i Pikani (o Pikuni) Niitsítapi (in inglese Poor Robes) sono divisi fra il Montana, in territorio statunitense, e l'Alberta, in territorio canadese. Molti di essi vivono attualmente nella Riserva indiana dei Piegan nel Montana nordoccidentale (Aamsskáápipikani, Piegan, o semplicemente Pikáni), la popolazione gravitando intorno a Browning, mentre i Piegan settentrionali (Aapátohsipikáni, Peigan o Piikani), i Kainah (in inglese Blood), e i Siksika (in inglese [Real] Blackfoot), associati coi tradizionali alleati Sarcee, di stirpe Athapaskan, vivono in riserve separate nell'Alberta e sono attualmente classificati come Prime nazioni della suddetta provincia canadese.
In tutti i casi molti di questi stessi nativi usano il singolare Blackfoot, Piede Nero, sebbene il governo statunitense e quello tribale preferiscano ufficialmente il plurale (il singolare "Blackfoot" indicando, invece, il gruppo Sihasapa dei Teton Lakota); così, ad esempio, nel nome della riserva, la Blackfeet Indian Reservation e nel sito ufficiale del popolo dei Nitsitapi (Blackfeet Nation). Il termine Siksiká (derivante da Siksikáwan, "persona dal piede nero") viene anche usato per autoidentificazione: come a dire, in italiano, "sono un Piede Nero" ma, più specificamente, "appartengo alla tribù dei Siksika Nitsitapi".

## Storia
Le relazioni tra la lingua dei Nitsitapi, di tipo agglutinante, e le altre della famiglia algonchina indicano che i Niitsítapi sono vissuti in un'area a occidente dei Grandi Laghi.
Sebbene praticassero l'agricoltura erano in parte nomadi. Si trasferirono all'ovest anche a causa dell'introduzione del cavallo e delle armi da fuoco, e divennero parte integrante della cultura degli Indiani delle Pianure all'inizio del XIX secolo. Esistono tuttavia prove che siano vissuti nei pressi del fronte delle Montagne Rocciose per migliaia di anni prima dei primi contatti con gli europei. La cosmogonia dei Niitsítapi è ambientata nelle immediatezze del Glacier National Park, nel luogo chiamato Badger Two Medicine.
L'introduzione del cavallo si situa intorno al 1730. Nel 1900 si stimava una popolazione di 20.000 Niitsítapi, mentre oggi sono più o meno 25.000. Periodicamente, e con una certa frequenza dopo l'arrivo dei bianchi, la popolazione si è drammaticamente ridotta in concomitanza di certune epidemie, della fame e della guerra: così nell'anno della malnutrizione (1882) dovuta al fallimento dell'ultima caccia al bisonte, o in quello dell'epidemia di vaiolo (1837) che uccise 6.000 persone. I Niitsítapi hanno posseduto vasti territori dell'Alberta e del Montana, ma oggi la riserva statunitense non è più grande del Delaware, e le tre in Alberta hanno un'estensione molto minore. I Niitsítapi credono "in una forza sacra che tutto permea, rappresentata simbolicamente dal sole, la cui luce alimenta tutte le cose".

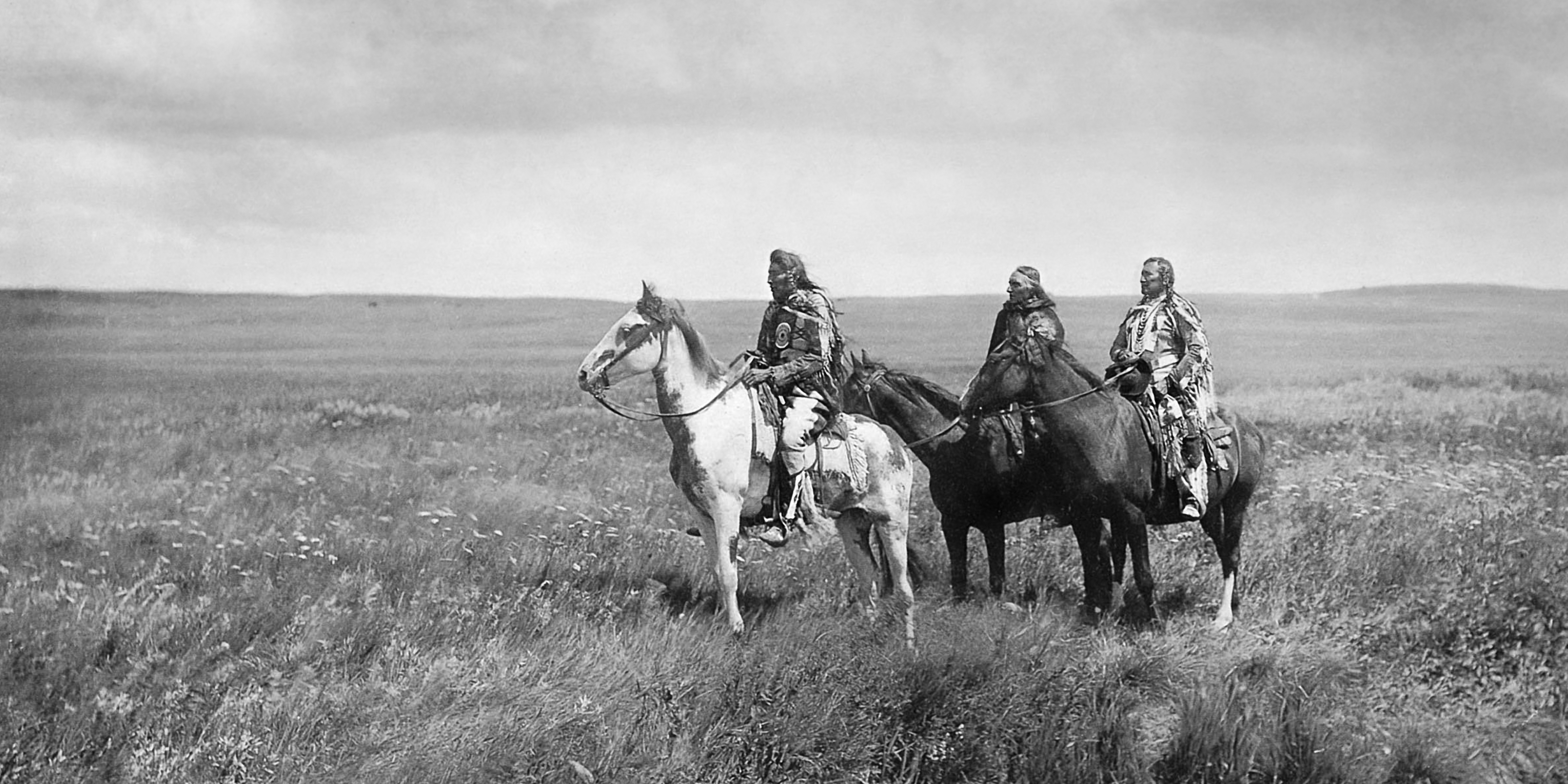
I tre capi Piegan, fotografia di Edward Sheriff Curtis.

Non esiste documentazione di due spiriti maschi fra i Niitsítapi; vi sono invece "donne dal cuore di uomo" che assumono molti dei ruoli sociali maschili, inclusa la predisposizione a cantare sole, generalmente ritenuta "immodesta", e a utilizzare uno stile tipicamente maschile nel canto.

## La caccia e l'organizzazione tribale[5]
I Niitsítapi, ex cacciatori pedestri, erano soliti eseguire la caccia al bisonte, una pratica che richiedeva la partecipazione dell’intera comunità, la quale doveva occuparsi della costruzione di imponenti trappole per bisonti, che rendevano possibile l’abbattimento di intere mandrie.
Il gruppo di caccia si occupava dell'elaborazione di grandi opere permanenti, che convertivano vaste zone di territorio in recinti artificiali per agevolare la cattura della selvaggina.
La costruzione dei recinti è una modificazione territoriale, che sfrutta il principio dell’allevamento brado, questa pratica era possibile sia per l'ampiezza dei gruppi di caccia sia per la suddivisione dei territori di caccia da parte delle tribù.
I Niitsítapi erano suddivisi in tribù, caratterizzate da comuni tradizioni, riti cerimoniali e struttura economica-sociale; gli spostamenti stagionali delle tribù dipendevano dai movimenti delle mandrie di bisonti, che in primavera migravano verso est.
In questa stagione le tribù elaboravano un grande accampamento estivo e si riunivano in un'unica tribù, per la caccia collettiva del bisonte, la quale assumeva caratteristiche diverse in base al tipo di stagione; la caccia estiva consisteva in un accerchiamento della mandria da parte del cospicuo gruppo dei cacciatori, i quali agivano tramite movimenti coordinati.
Il periodo della caccia estiva non era importante solamente per gli approvvigionamenti alimentari ma anche perché era l'unico periodo dell'anno in cui i rispettivi gruppi si riunivano in un'unica tribù, caratterizzata da unità sociale e culturale, di conseguenza avveniva la creazione di un'unità intertribale, possibile solo grazie al superamento dei particolarismi di gruppo, ad ogni tribù spettava un posto definito nell'accampamento e soprattutto un ruolo specifico nella caccia.
L'accampamento estivo era composto da un vasto cerchio di tende, disposte su più file e di molte centinaia di metri di diametro.
La caccia invernale, invece, dipendeva dalla proprietà che ciascuna singola tribù aveva su un determinato territorio; all'inizio dell’inverno ogni gruppo si ritirava nella sua zona e costruiva l'accampamento in luoghi riparati, avveniva l'instaurazione della caccia sedentaria, la quale era condotta autonomamente dalle singole tribù.
Le mandrie di bisonti venivano direzionate in grandi trappole, ovvero grandi opere permanenti costruite in luoghi specificatamente scelti, che permettevano a un gruppo di caccia appiedato e non molto numeroso di uccidere una grande quantità di selvaggina.
Le opere permanenti erano costituite da recinti, formati da tronchi, terra o pietre e venivano situate sul fondo delle vallate o alla base di una collina; sull'altura venivano eretti due sbarramenti laterali, lunghi centinaia di metri, costruiti con cumuli di pietre o tronchi, che nei pressi del recinto divenivano più fitti e convergenti; di conseguenza la mandria veniva incanalata, spinta e intrappolata.
Nelle zone pianeggianti era impossibile praticare questo sistema, così ogni singolo gruppo costruiva trappole interamente artificiali, una delle più comuni consisteva nell'elaborazione di un recinto a forma di cerchio, formato da tronchi e rami, con un’apertura in cui le pareti aumentavano di altezza fino a raggiungere due metri.
L'ingresso del recinto era un ponte di tronchi, alto poco più di un metro, che determinava la caduta rovinosa dei bisonti, inoltre, per impedire che uscissero dalla trappola l'accesso veniva chiuso con dei pali.
Durante il periodo invernale ogni singola tribù aveva il diritto di cacciare il bisonte solamente nel suo specifico territorio, delimitato da corsi d’acqua e colline.
Il territorio di caccia era caratterizzato da numerose modificazioni, dovute alla costruzioni di molteplici recinti-trappola, i quali erano costruiti nei luoghi maggiormente frequentati dalle mandrie, di conseguenza la caccia da attività nomade divenne sedentaria, quindi i luoghi hanno assunto la funzione di riserva alimentare di ogni specifica tribù.
Ogni tribù viveva in uno specifico accampamento invernale ed era comandata da un capo, il quale non otteneva l'incarico tramite eredità bensì per il prestigio guadagnato durante l'attività di caccia; inoltre all'interno dell'accampamento estivo tra i capi dei diversi gruppi venivano scelti quelli che dovevano occuparsi della gestione dell'andamento della caccia e delle cerimonie estive.